# Patata del Fucino
Pour les articles homonymes, voir Abruzzo.
Les patate degli altipiani d'Abruzzo (pommes de terre des hauts plateaux des Abruzzes) sont une production de pommes de terre typique de la plaine du Fucin qui bénéficient d'une appellation au titre des « produits agroalimentaires traditionnels » italiens.

## Aire de production
La zone de production s'étend dans la province de l'Aquila, principalement dans la plaine du Fucin à 700 mètres d'altitude sur environ 3000 hectares. Elle concerne aussi, dans une moindre proportion la zone de Montereale, sur l’Altopiano delle Rocche (communes d'Ovindoli et Rocca di Mezzo), ainsi que l’Altopiano di Navelli.

## Variétés
Les variétés de pommes de terre principalement cultivées actuellement sont  les suivantes : 'Agria', 'Sirco' et 'Agata'.
l'’Agria' est la plus utilisée car elle s'est montrée particulièrement adaptées aux caractéristiques des sols de la région, assurant des rendements élevés.

## Caractéristiques du produit
Les tubercules sont généralement de forme régulière, ovale à arrondie, et ont la peau jaune clair ou rouge clair, et la chair jaune ou jaune pâle.

## Utilisation
- pain de pommes de terre : le pane con le patate est également une production traditionnelle de cette région des Abruzzes.